# گمینا رنگسک
گمینا رنگسک (به لهستانی:  Gmina Ryńsk) یک گمینا در لهستان است که در شهرستان وومبژژنو واقع شده‌است. گمینا رنگسک ۲۰۰٫۷۸ کیلومتر مربع مساحت و ۸٬۶۰۰ نفر جمعیت دارد.